# Portela (Irijoa)
Portela (en gallego y oficialmente, A Portela) es una localidad situada en la parroquia de Irijoa, del municipio de Irijoa, en la provincia de La Coruña, España.

## Demografía
| Gráfica de evolución demográfica de A Portela entre 2000 y 2021 |
|                                                                 |
| Población de derecho según el padrón municipal del INE          |